# Carboni asimètric

Els dos enantiòmers de bromclorfluorometà

Un carboni asimètric o carboni quiral és un àtom de carboni que està enllaçat amb quatre substituents o elements diferents. Pot presentar-se en alguns compostos orgànics, és a dir, en aquells que estan presents en els éssers vius, com els glúcids.
La presència d'un o diversos àtoms de carboni asimètric en un compost químic és responsable de l'existència de la isomeria òptica. Cadascuna de les dues estructures diferents que poden formar-se tenen els mateixos àtoms i els mateixos enllaços però no poden superposar-se una sobre una altra, tal com succeeix amb les dues mans d'una persona. Es diuen enantiòmers i es diferencien en la direcció que desvien la llum polaritzada, pel que es diuen formes òpticament actives.

## Isomeria espacial
Quan el grup hidroxil està situat a l'esquerra del carboni quiral indica que es tracta d'una molècula L, mentre que si està a la dreta és D. En el cas dels carbohidrats podem trobar la D-Glucosa i la L-Glucosa. El carboni asimètric diferencia dues formes del mateix monosacàrid.